# Bituminaria bituminosa
Bituminaria bituminosa är en ärtväxtart som först beskrevs av Carl von Linné, och fick sitt nu gällande namn av Charles Howard Stirton. Bituminaria bituminosa ingår i släktet Bituminaria och familjen ärtväxter. Inga underarter finns listade i Catalogue of Life.
Blommorna är blålila.

## Bildgalleri

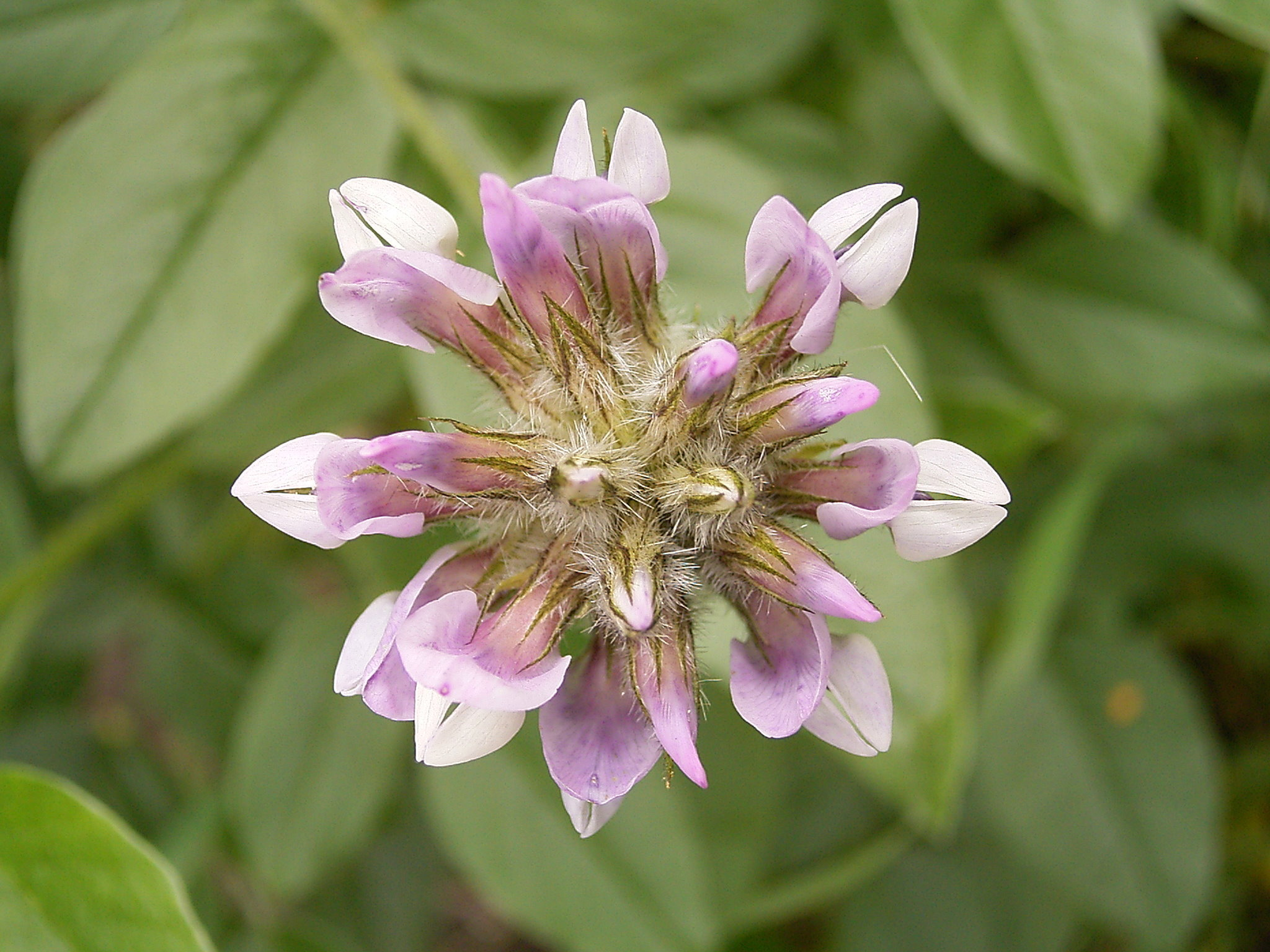
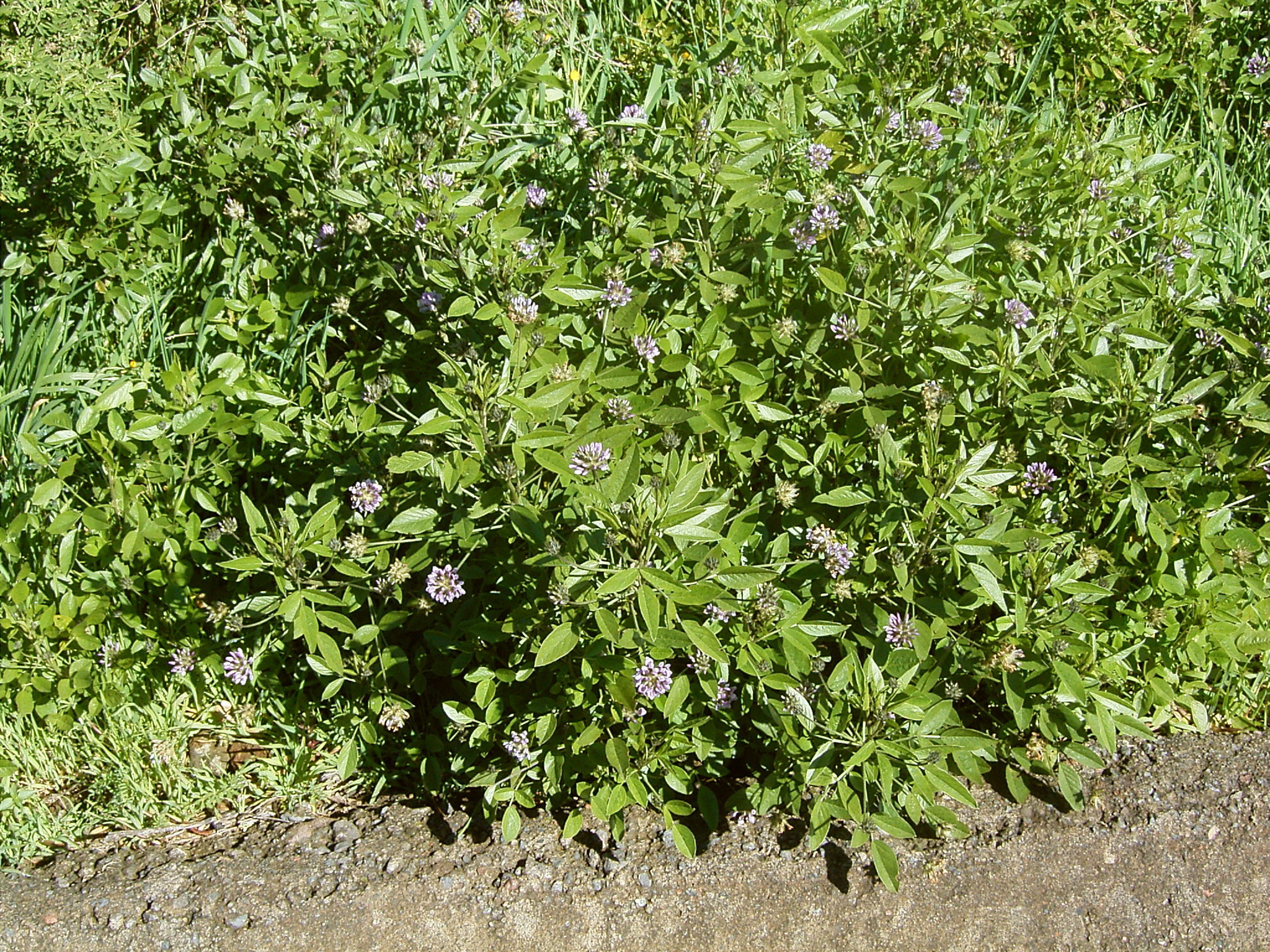
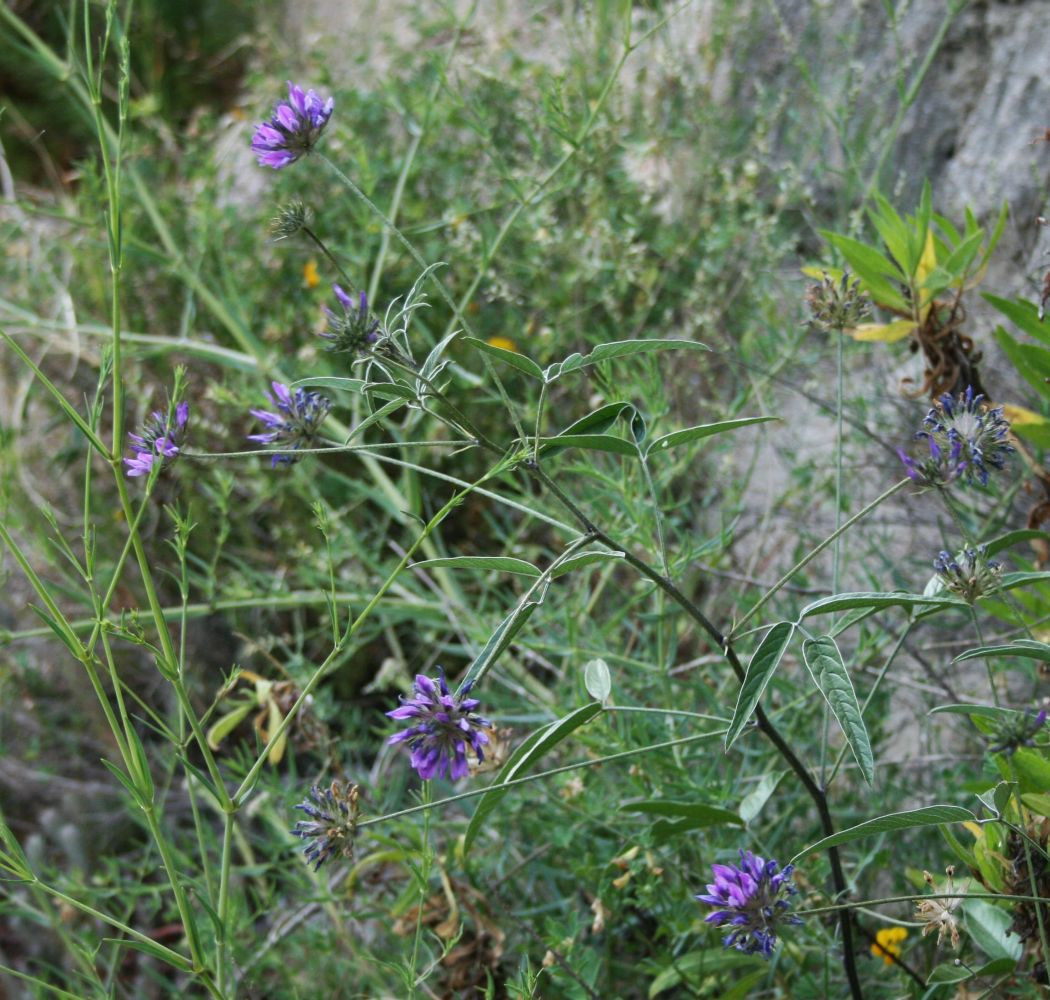
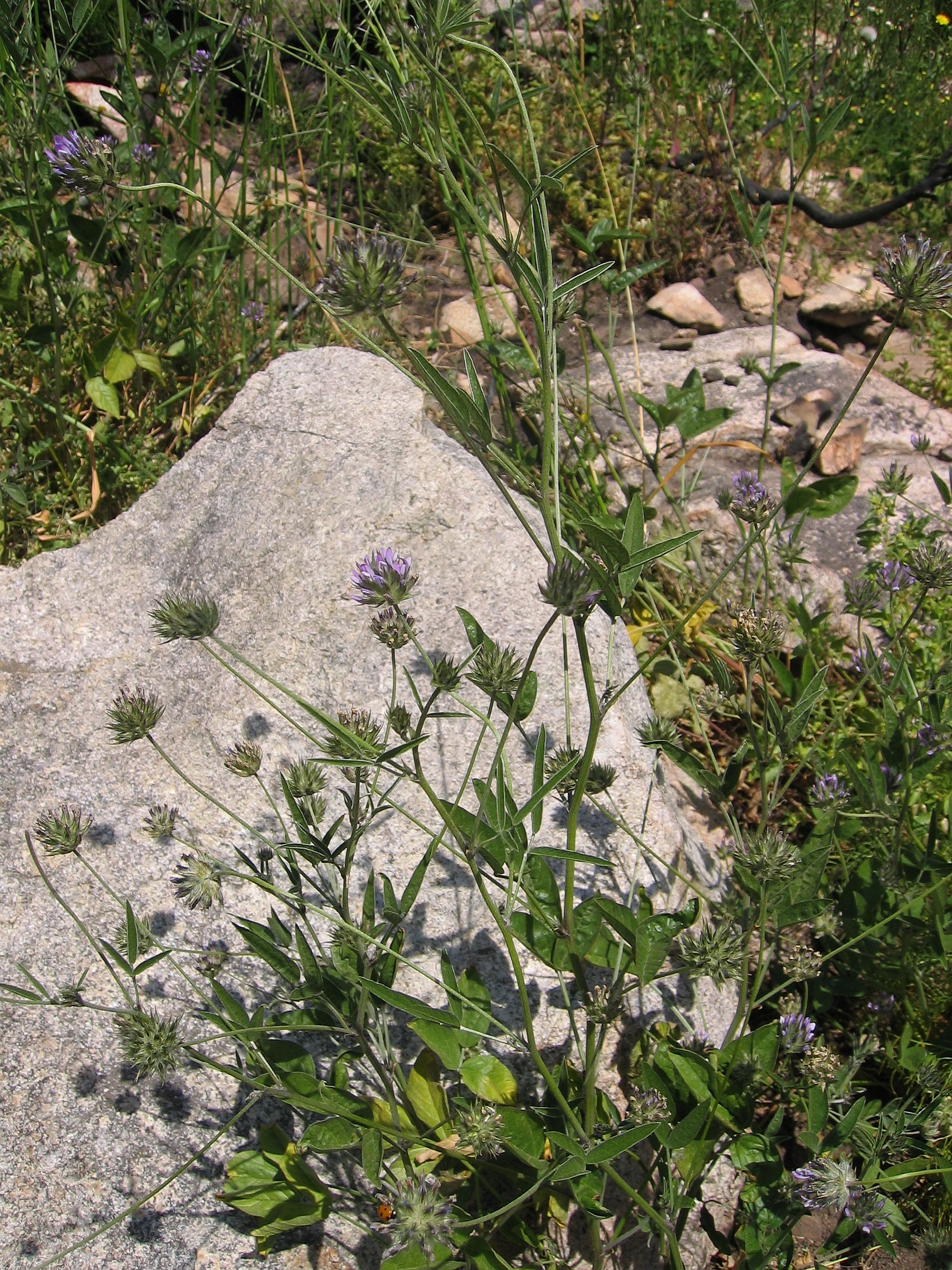
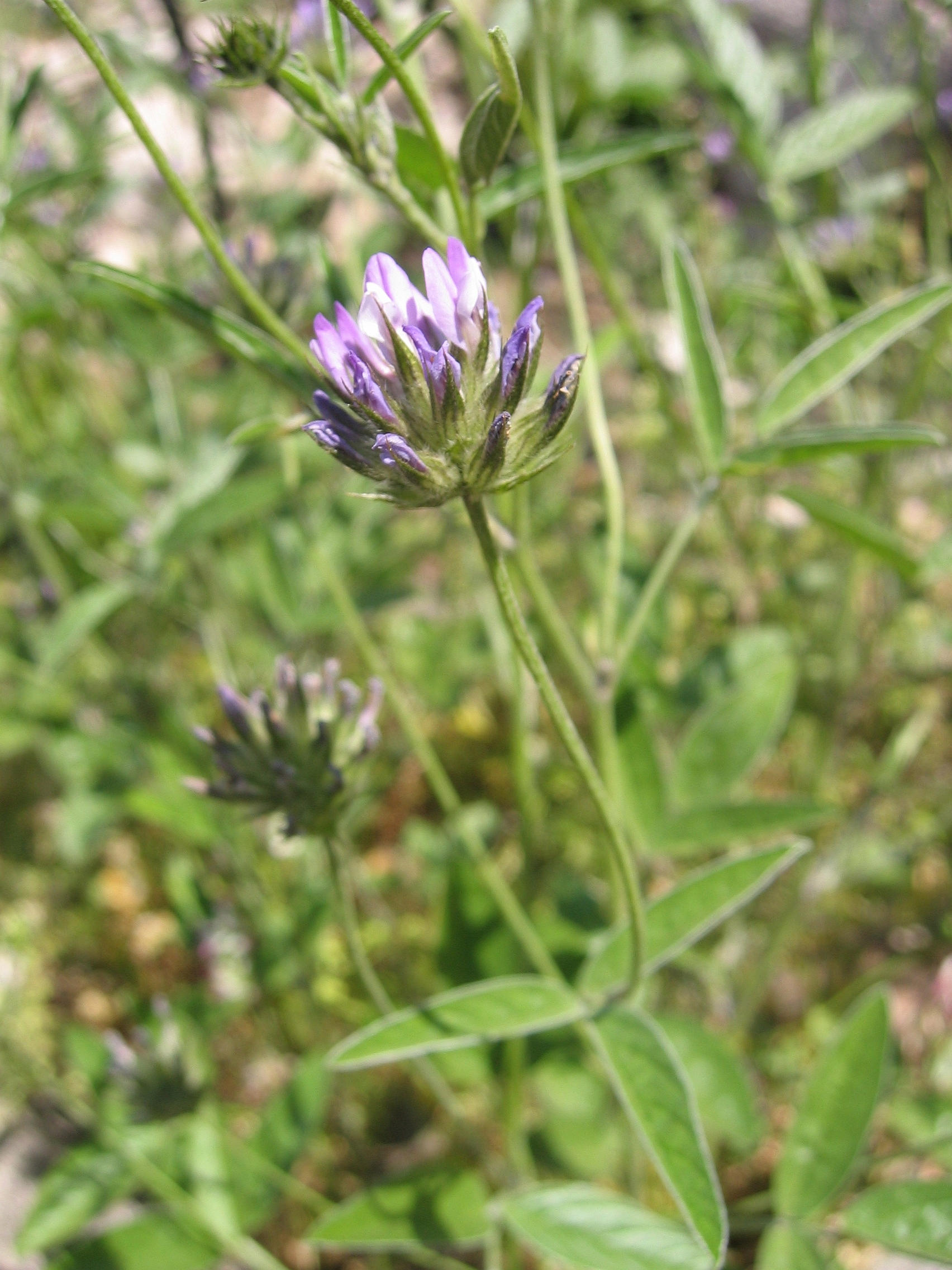
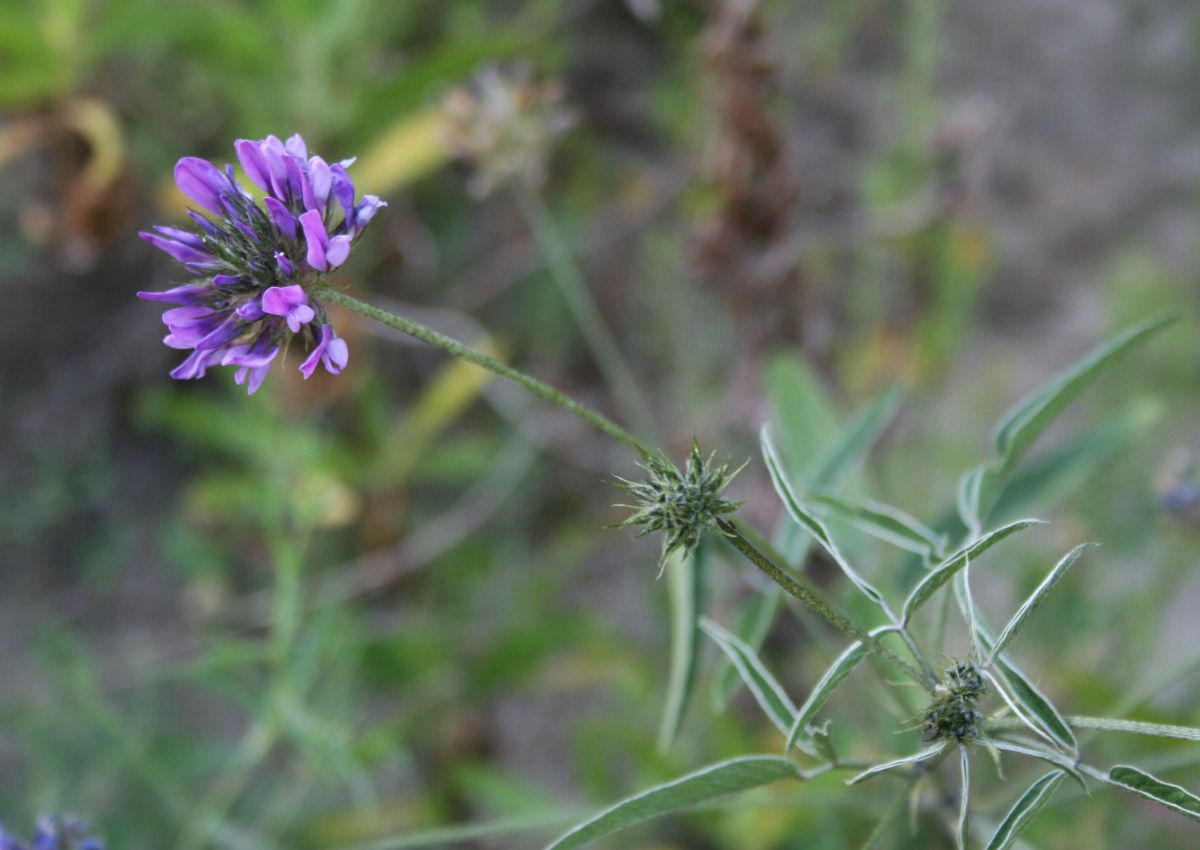